# ONE Fight Night 19
ONE Fight Night 19: Haggerty vs. Lobo fue un evento de deportes de combate en curso producido por ONE Championship llevado a cabo el 16 de febrero de 2024, en el Lumpinee Boxing Stadium en Bangkok, Tailandia.

## Historia
Una pelea por el Campeonato Mundial de Muay Thai de Peso Gallo de ONE entre el actual campeón Jonathan Haggerty (además de Campeón Mundial de Kickboxing de Peso Gallo de ONE y ex-Campeón Mundial de Muay Thai de Peso Mosca de ONE) y Felipe Lobo encabezó el evento.

## Resultados
1. ↑  Por el Campeonato Mundial de Peso Mediano de ONE.

## Bonificaciones
Los siguientes peleadores recibieron bonos de $50.000.
- Actuación de la Noche: Jonathan Haggerty, Saemapetch Fairtex, Martyna Kierczyńska y Thongpoon P.K. Saenchai